# Paddy Wallace

a Compétitions nationales et continentales officielles uniquement.

b Matchs officiels uniquement.
Dernière mise à jour le 26 janvier 2024.
Paddy Wallace, né le 27 août 1979 à Belfast (Irlande du Nord), est un joueur international irlandais de rugby à XV, qui a joué avec l'Ulster entre 2001 et 2014, évoluant aux postes de demi d'ouverture ou de centre.

## Carrière

### En club
Paddy Wallace effectue l'intégralité de sa carrière professionnelle avec la province de l'Ulster, de 2001 à 2014.

### En équipe nationale
Paddy Wallace joue avec la sélection irlandaise des moins de 19 ans en 1999, remportant la Coupe du monde de cette catégorie.
En 2003, bien que jamais sélectionné auparavant, il est appelé en équipe d'Irlande au cours de la Coupe du monde en Australie pour remplacer Jonathan Bell blessé. Il ne joue cependant aucun match.
Il obtient finalement sa première cape internationale le 11 novembre 2006 à l'occasion d'un test-match contre l'Afrique du Sud.
Wallace fait partie du groupe irlandais retenu pour disputer la Coupe du monde 2007 en France. Il ne joue qu'un seul match, face à la Namibie.
Quatre ans plus tard, il dispute son deuxième mondial en Nouvelle-Zélande. À nouveau, il ne dispute qu'une seule rencontre, face à la Russie.
Il joue son dernier match avec l'Irlande le 23 juin 2012, contre l'équipe de Nouvelle-Zélande.

## Palmarès
- 30 sélections
- 53 points (2 essais, 11 transformations, 7 pénalités)
- Sélections par années : 2 en 2006, 4 en 2007, 6 en 2008, 7 en 2009, 4 en 2010, 6 en 2011, 1 en 2012
- Tournois des Six Nations disputés : 2007, 2008, 2009, 2010, 2011,
- Participation à la Coupe du monde : 2007 (1 match (Namibie)), 2011 (1 match (Russie))